# George Sandová

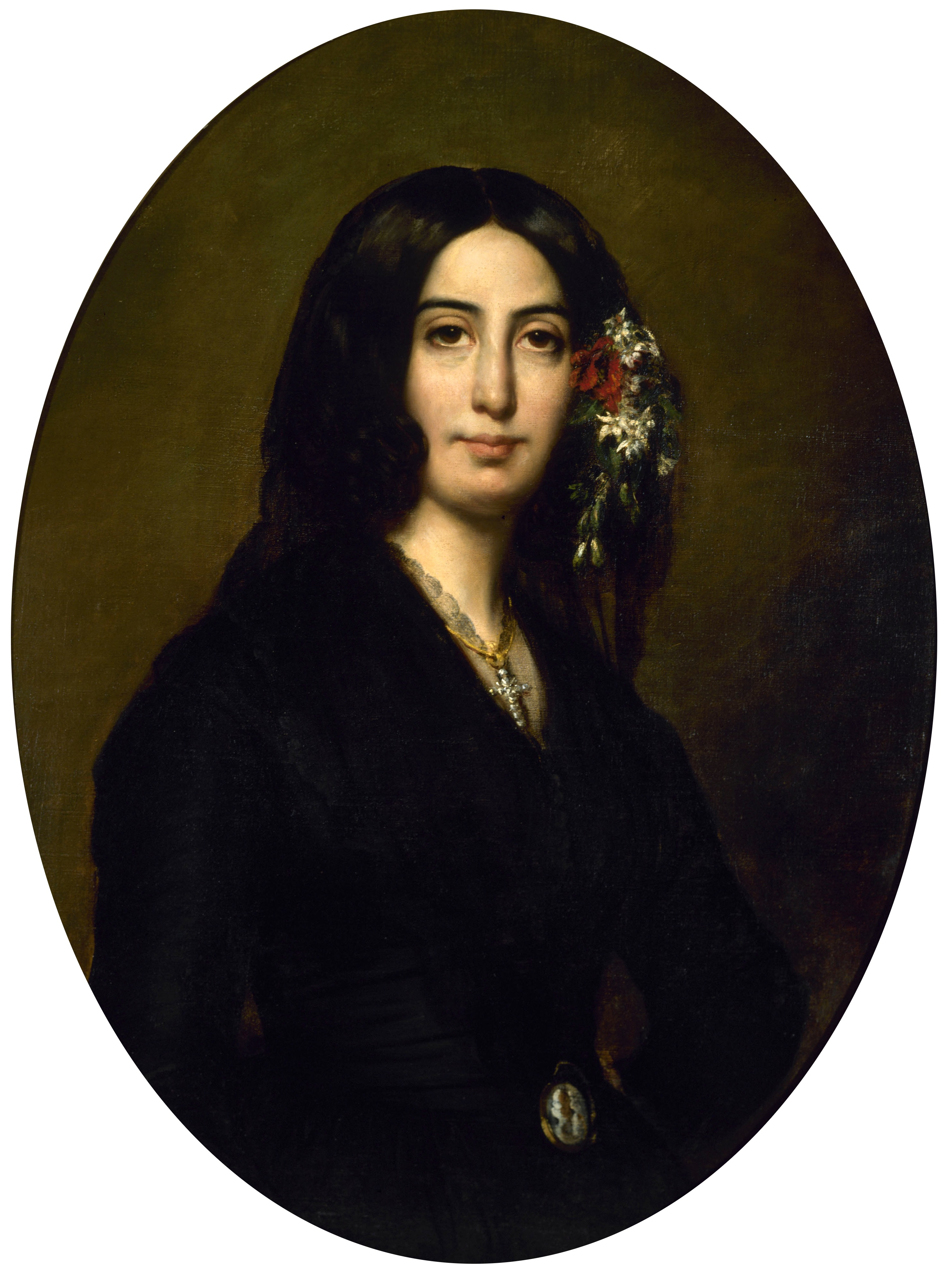
George Sandová na portrétu z roku 1838 od Augusta Charpentiera

George Sandová (přechýlená forma mužského pseudonymu George Sand), vlastním jménem Amantine Aurore Lucile Dupin de Francueil, baronka Dudevant (1. července 1804, Paříž – 8. června 1876, Nohant-Vic), byla francouzská romantická spisovatelka.

## Život
George Sandová pocházela ze šlechtického rodu. Její otec Maurice Dupin de Francueil byl důstojník Napoleonovy armády a vnuk francouzského maršála Hermana Moritze von Sachsen, známého jako Maréchal de Saxe, který byl nemanželským synem polského krále a saského kurfiřta Augusta II. Silného. Roku 1822, tedy ve věku 18 let, se Amandine Aurore Lucile Dupin de Francueil provdala za advokáta Françoise Casimira Dudevanta, se kterým pak měla dvě děti, Maurice Sanda, celým křestním jménem Jean-François-Maurice-Arnauld (1823–1889), a Solange Sand (1828–1899). V roce 1835 opustila baronka manžela kvůli jeho hrubému chování vůči ní i i vůči dětem a roku 1836 se rozvedli. Brzy poté začala George Sandová preferovat mužský styl oblékání, což zdůvodňovala ekonomickou situací. Tento způsob odívání však neprosazovala nijak důsledně. Při společenských příležitostech si oblékala dámské šaty.
George Sandová žila na zámku Nohant ve střední Francii, v departementu Indre, asi 50 km jihozápadně od Bourges. V roce 1836 pobývala na tomto zámku také její přítelkyně Marie d'Agoult společně se svým novým partnerem, proslulým klavírním virtuózem a skladatelem Franzem Lisztem. O nikoliv bezkonfliktním vztahu obou přítelkyň podala George Sandová zprávu ve svém životopise.
George Sandová se stala proslulou také svým sexuálním životem, který byl mnoha lidem známější než její dílo. Měla postupně vztah s Alfredem de Musset, Franzem Lisztem, Prosperem Mériméem a především s Fryderykem Chopinem, o něhož obětavě pečovala a rozešla se s ním až krátce před jeho smrtí (1849). Známým se stal i její poměr s herečkou Marií Dorvalovou. Byla také blízkou přítelkyní romanopisce Honoré de Balzaca i malíře Eugène Delacroix.
Určitou zajímavostí je, že George Sandová patřila mezi kuřáky dýmky, což bylo u tehdejších žen (podobně jako dnes) poměrně výjimečné.
Spisovatelka zemřela 8. června 1876 na zámku Nohant, pochována je na hřbitově v obci Nohant-Vic v departementu Indre.

### Pseudonym
Původně zněl autorský pseudonym Jules Sand. Vytvořil jej spisovatel Henri de Latouche pro román Rose et Blanche. Mladá autorka toto dílo pouze načrtla, zpracoval je však její tehdejší přítel, spisovatel Jules Sandeau. Aby mu nebyl přisuzován nový, výhradně autorkou napsaný román Indiana, a aby se přitom vyhovělo požadavku nakladatele na stejný pseudonym, navrhl Latouche kompromis: spisovatelka si zvolí jiné křestní jméno, oba autoři budou považováni za bratry či bratrance. Spisovatelka si pak zvolila mužské křestní jméno George. Pseudonym jí zajistil neplánovanou popularitu u německých příznivců popraveného studenta Karla Sanda, vraha spisovatele a nepřítele liberalismu Augusta von Kotzebue.
Ačkoliv byl její pseudonym vědomě zvolen jako mužský, v češtině je většinou přechylován na Sandová. Přechýlený tvar se objevuje již od 19. století, ale někdy je považován kvůli zženštění zvoleného mužského pseudonymu za nesprávný.

## Dílo

### Romány
Ve svých více než 70 románech se George Sandová soustředila především na otázku společenského postavení žen a stala se tak bojovnicí za jejich právo mít vlastní citový život. Dalším tématem, kterému se věnovala, je život na vesnici, který popisuje idealizovaným způsobem. Její dílo mělo výrazný vliv na řadu dalších spisovatelů. U českých autorů je její vliv nejpatrnější v díle Boženy Němcové a Karoliny Světlé.
Katolická církev zařadila „všechny milostné romány“ (omnes fabulae amatoriae) této spisovatelky na Index zakázaných knih. Zajímavostí je, že je autorkou i dvou románů o slavných osobnostech české historie z husitského období: Jean Zyska (Jan Žižka, 1843) a Procope le Grand (Prokop Holý, 1844) (atp.). Toto období českých dějin, které nastudovala s pozoruhodnou hloubkou a přesností, nechápe jako náboženský střet, ale jako střet sociální, což je pojetí, které odpovídá představám utopického socialismu. 
| Rose et Blanche (1831, s Jules Sandeau) | L'Uscoque (Uscoque nebo Corsair) (1838)                | Château des Désertes (1850)             | Laura, Voyage dans le cristal (1864)                  |
| Indiana (1832)                          | Spiridion (1839)                                       | Histoire du véritable Gribouille (1851) | Monsieur Sylvestre (1866)                             |
| Valentine (1832)                        | Pauline (1839)                                         | Les Maîtres sonneurs (1853)             | Le Dernier Amour (1866, věnováno Flaubertovi)         |
| Lélia [fr] (1833)                       | Horace (1840)                                          | Isidora (1853)                          | Mademoiselle Merquem (1868)                           |
| Andréa (1833)                           | Le Compagnon du tour de France (1840)                  | La Daniella (1857)                      | Pierre Qui Roule (1870)                               |
| Mattéa (1833)                           | Consuelo (1842)                                        | Les Beaux Messiers de Bois-Dore (1857)  | Le Beau Laurence (1870, pokračování Pierre Qui Roule) |
| Jacques (1833)                          | La Comtesse de Rudolstadt (1843, pokračování Consuelo) | Elle et Lui (1859)                      | Malgretout (1870)                                     |
| Kouroglou / Épopée Persane (1833)       | Jeanne (1844)                                          | Narcisse (1859)                         | Cesarine Dietrich (1871)                              |
| Leone Leoni (1833)                      | Teverino (1845)                                        | Jean de la Roche (1859)                 | Nanon (1872)                                          |
| André (1834)                            | Le Péché de M. Antoine (1845)                          | L'Homme de neige (1859)                 | Ma Sœur Jeanne (1874)                                 |
| La Marquise (1834)                      | Le Meunier d'Angibault (1845)                          | La Ville noire (1860)                   | Flamarande (1875)                                     |
| Simon (1835)                            | La Mare au Diable (1846)                               | Marquis de Villemer (1860)              | Les Deux Frères (1875, pokračování Flamarande)        |
| Mauprat (1837)                          | Lucrezia Floriani (1846)                               | Valvedre (1861)                         | Marianne [fr] (1876)                                  |
| Les Maîtres mosaïstes (1837)            | François le Champi (1847)                              | Antonia (1863)                          | La Tour de Percemont (1876)                           |
| L'Orco (1838)                           | La Petite Fadette (1849)                               | Mademoiselle La Quintinie (1863)        |                                                       |

### Divadelní hry
Sandová napsala také více než 20 divadelních her. 
| Gabriel (1839)                         | François le Champi (1849)      | Le Pressoir (1853)            | Le Lis du Japon (1866)                |
| Cosima ou La haine dans l'amour (1840) | Claudie (1851)                 | Le Pavé (1862)                | L'Autre (1870, se Sarah Bernhardt)    |
| Les Sept cordes de la lyre (1840)      | Le Mariage de Victorine (1851) | Le Marquis de Villemer (1864) | Un Bienfait n'est jamais perdu (1872) |

### Studie
Napsala rovněž několik politických a literárně kritických, nepříliš úspěšných pojednání. 
| Voyage en Auvergne (autobiographical sketch, 1827)           |
| Un hiver à Majorque (1842)                                   |
| Histoire de ma vie (autobiografie až do revoluce 1848; 1855) |

### Korespondence
Mimo tato díla se zachovala i její rozsáhlá korespondence, obsahující více než 40 tisíc dopisů.

### Česky vyšlo
První český překlad (Leone Leoni) vyšel v Praze roku 1836.
- Konsuelo – př. Žofie Podlipská; část díla se odehrává v Čechách – na Šumavě. Praha: I. L. Kober, 1865
- Hraběnka z Rudolstadtu – př. Žofie Podlipská. Praha: I. L. Kober, 1867
- Markýz de Villemer: román – př. Bohuslava Záleská. Praha: Theodor Mourek, 1874
- Johana pasačka epnellská: román – př. Hedvika Hellichová. Praha: Theodor Mourek,1875
- Nalezenec – př. J. B...r. Praha: Spolek pro vydávání laciných knih, 1876
- Indiana: autobiografický román – př. Ladislav Hejtmánek. Mladá Boleslav: Karel Vačlena, 1882
- Bludička: vesnická povídka – př. J. P. Lhotecký. Praha: J. Zeman, 1884
- Malá Fadetka – př. Václav Černý. Praha: Alois Hynek, 1884
- Dvě povídky – př. E. V. Hynek. Praha: Alois Hynek, 1886
- Kristián Waldo aneb Cesty osudu – př. Miloš Vyšín. Praha: Časopis Poplatník, 1905
- Dobráček – př. Jaroslav Janeček; s 50 ilustracemi J. Friedricha. Praha: J. R. Vilímek, 1909
- Markýza – in: 1000 nejkrásnějších novel č. 57; př. Karel Šafář. Praha: J. R. Vilímek, 1913
- Křídla odvahy – př. Zdeňka Foustková; s obrázkem F. Zychy. Praha: Alois Hynek, 1914
- Loď za loď, ženu za ženu – př. Jiří Rozmar. Praha: S. Klika, 1921
- Ďáblova bažina: román – př. A. Bareš. Brno: vlastním nákladem, 1924
- Láska ženy – př. Viktor Miller. Praha: Otto Girgal, 1925
- Láska nalezencova: obrázek ze života venkovského o třech dějstvích – pro české jeviště upravil Gusta Spáčil. Brtnice: Josef Birnbaum, 1926
- Tajemník její výsosti – př. Jiří Vičar. Praha: Jan Svátek, 1926
- Francia: novela – př. V. Seifert. Praha: Šolc a Šimáček, 1926
- Flavie: románek v dopisech – př. M. Janská. Praha: Šolc a Šimáček, 1926
- Hřích pana Antonína – př. Václav Vitinger. Praha: Leopold Mazáč 1926
- Ona a on: román – př. Josef Jánský. Praha: Alois Neubert, 1926
- Valentina: autobiografický román – př. Jiří Vičar. Praha: Jan Svátek, 1926
- Kniha vášně: román – př. Josef V. Sterzinger. Praha: J. R. Vilímek, 1927
- George Sandová: kniha vášně: román – Dora Dunckerová, George Sandová; př. J. V. Sterzinger. Praha: J. R. Vilímek, 1927
- Tajemství rodu Maupratů: román – př. Vladislav Rovinský; ilustrovala Libuše Lepařová. Praha: J. Svátek, 1928
- Román zpěvačky – př. Jar. K. Vídeň: Antonín Machát, 1929
- Jana: román – př. Vladislav Rovinský; ilustrovala Libuše Lepařová. Praha: Jan Svátek, 1929
- Malá Fadettka: rozkošný cvrček – př. M. L. Kühnlová. Praha: I. L. Kober, 1929
- Ďáblův močál: Mattea – př. Jiří Vičar. Praha: Jan Otto, 1930
- O nejkrásnější dívku v Benátkách: román – př. Jiří Vičar. Praha: Politika, 1930
- Mistři dudáci – př. M. Štorm. Praha: Rudolf Kmoch, 1947
- Obrazy ze soukromého i veřejného života zvířat: studie současných mravů – napsali pod vedením P. J. Stahla Honoré de Balzac, L. Baude, Émile de la Bédollierre, P. Bernard, Louis-Francois L'Héritier, Jules Janin, Edward Lemoine, M. Ménessierová-Nodierová, Alfred de Musset, Paul de Musset, Charles Nodier, George Sandová, Louis Viardot; ilustroval J. I. I. Grandville; přeložil, úvodem a poznámkami opatřil Radovan Krátký; doslov napsal Václav Sivko. Praha: SNKLHU, 1956
- Vandrovní tovaryš: román – př. Jaroslav Pocha, Růžena Pochová; vysvětlivky Alena Hartmanová; doslov Josef Kopal. Praha: SNKLHU, 1959
- Dvě lásky mladého Horáce – př. Jan Holický. Praha: Lidové nakladatelství, 1972
- Valentina – Rodové tajemství – Jana. Praha: Odeon 1977
- Psaní o lásce – př. Jaroslav Simonides. Praha. Supraphon, 1983
- Consuela – př. Drahoslava Janderová. Praha: Svoboda 1988.

## Rodinná fotogalerie

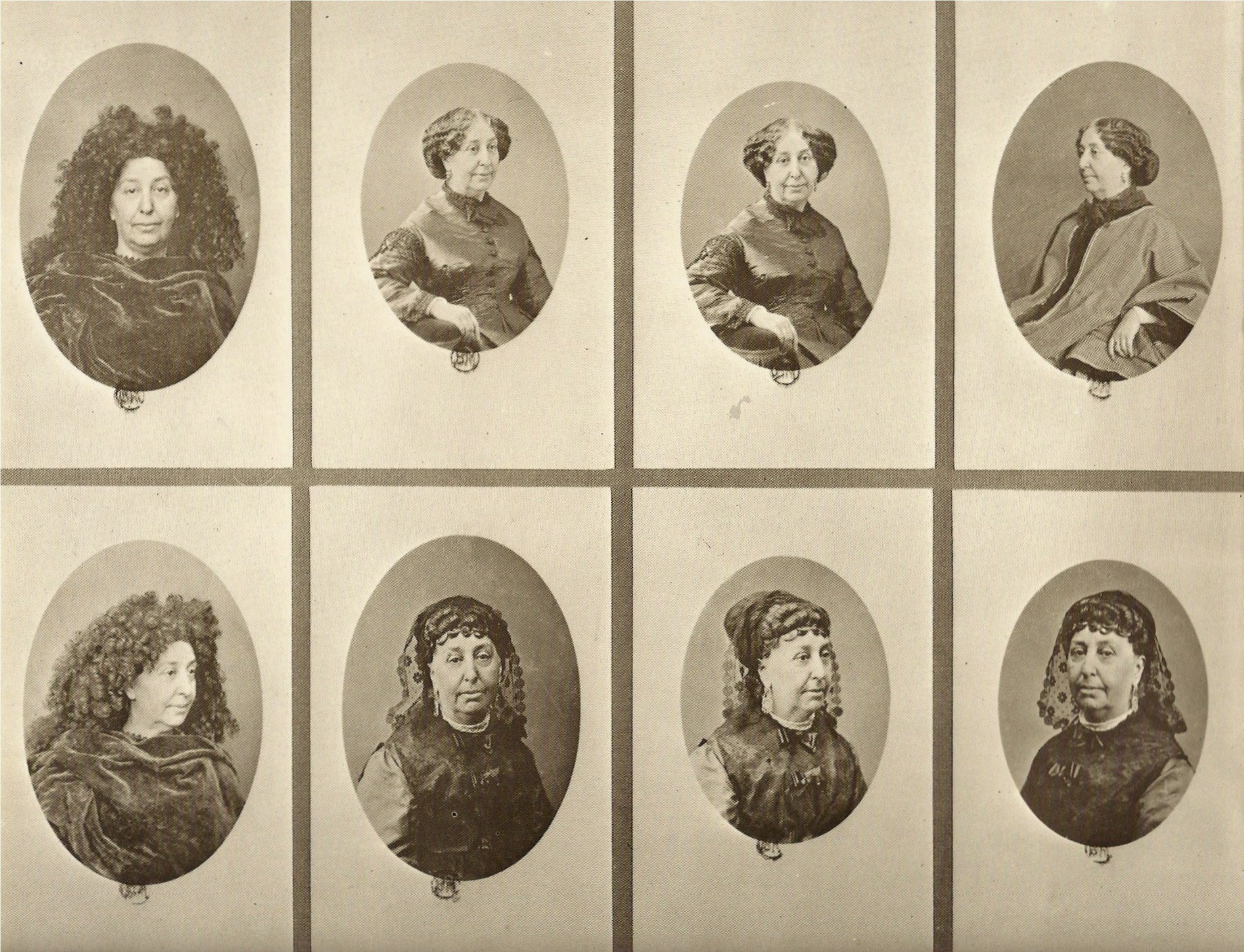
Podobizny George Sandové
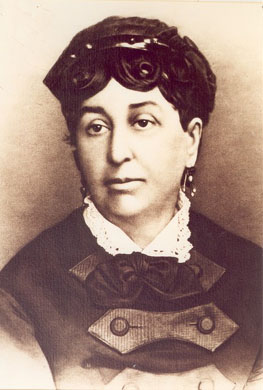
George Sandová
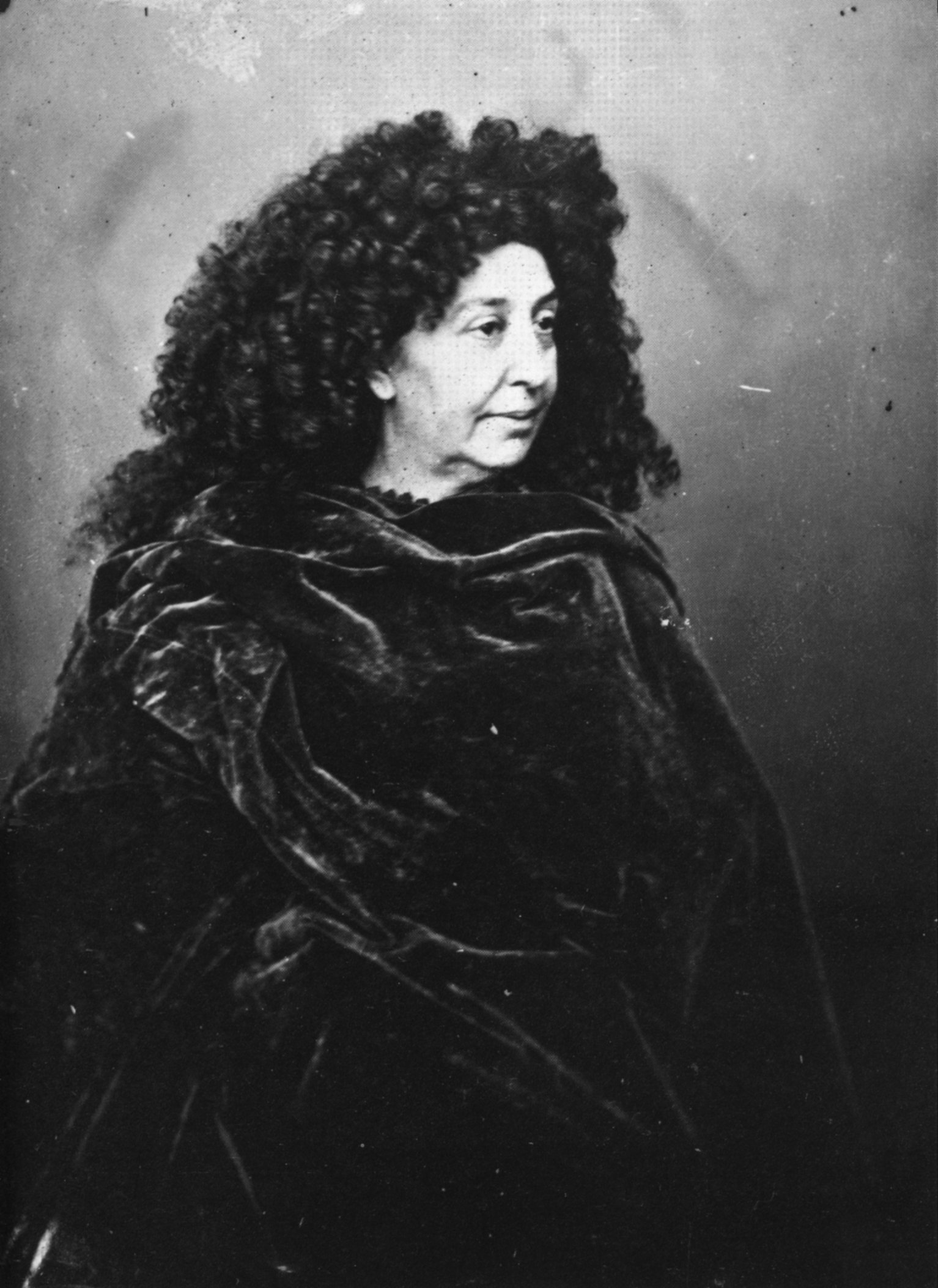
George Sandová od Félixe Nadara
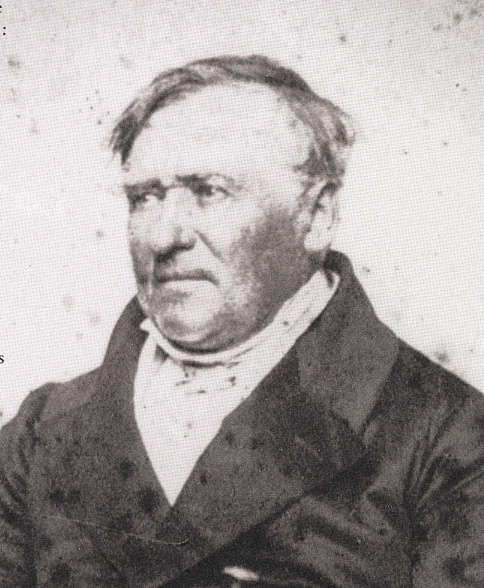
Manžel George Sandové, baron Casimir Dudevant
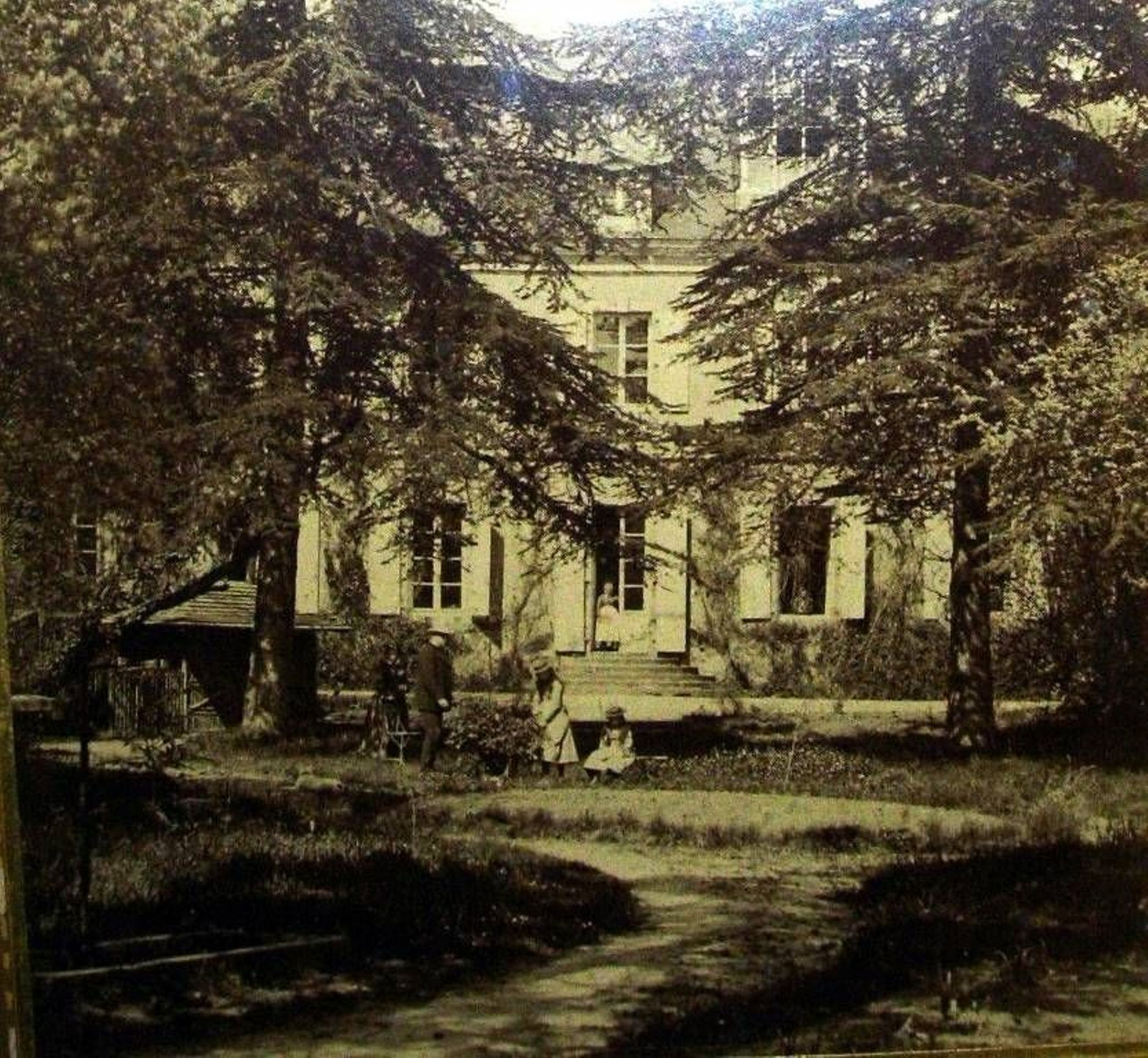
Nohant-Vic, Château George Sand, 'Zámek Nohant-Vic' (1875)
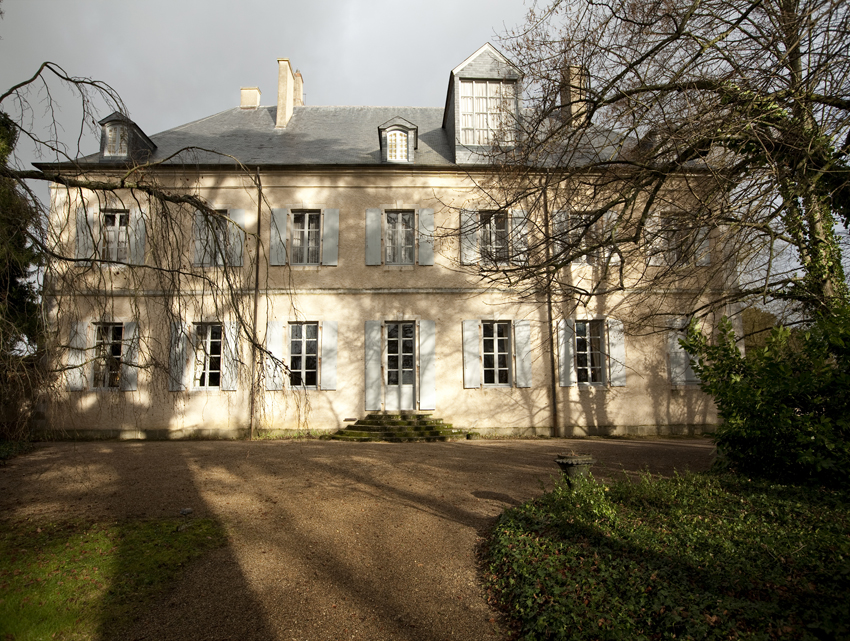
Nohant-Vic, Château George Sand ('Zámek Nohant-Vic')
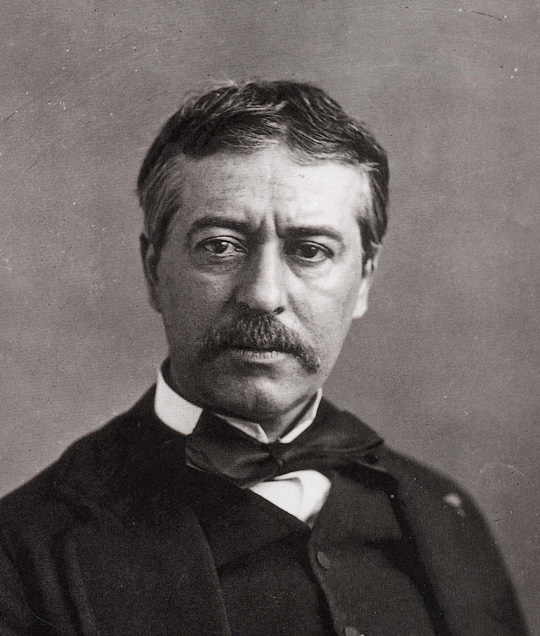
Její syn, spisovatel Maurice Dudevant-Sand (1823–1889)
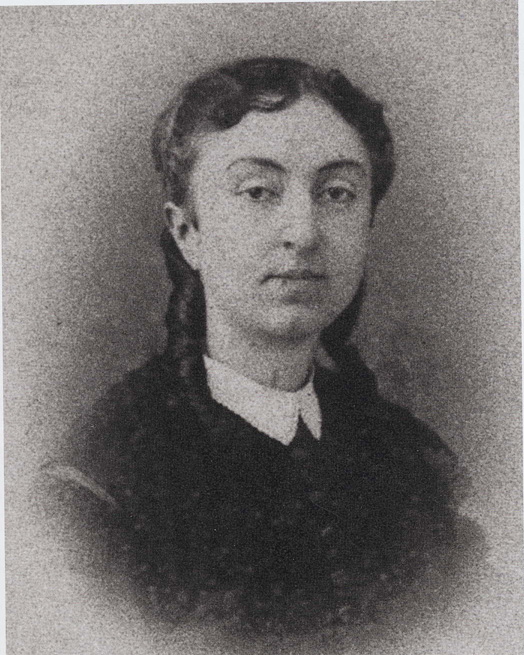
Její dcera Solange Clésingerová, roz. Dudevantová-Sandová (1828–1899)
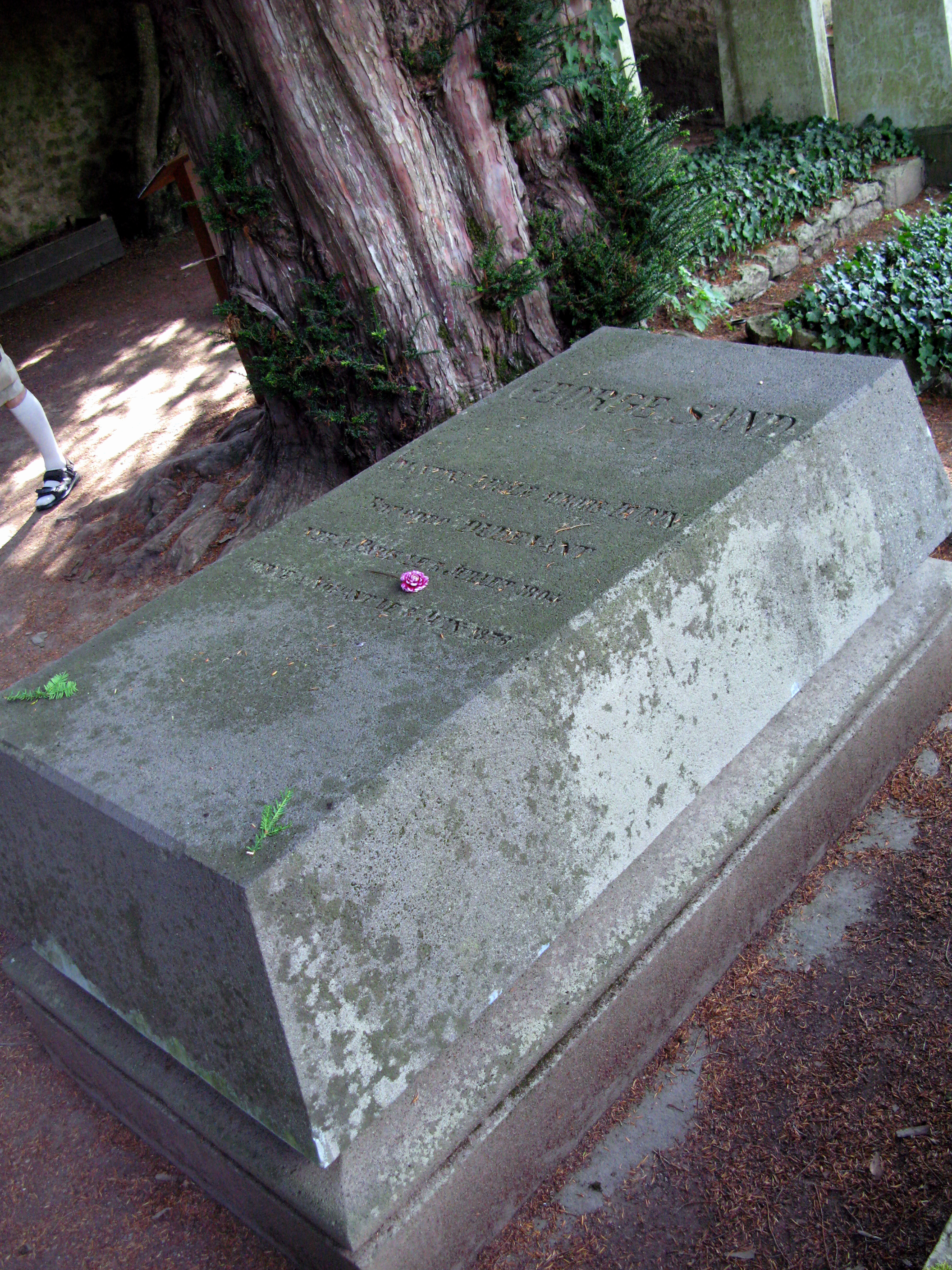
Hrob George Sandové v Nohant-Vic (Indre, Francie)
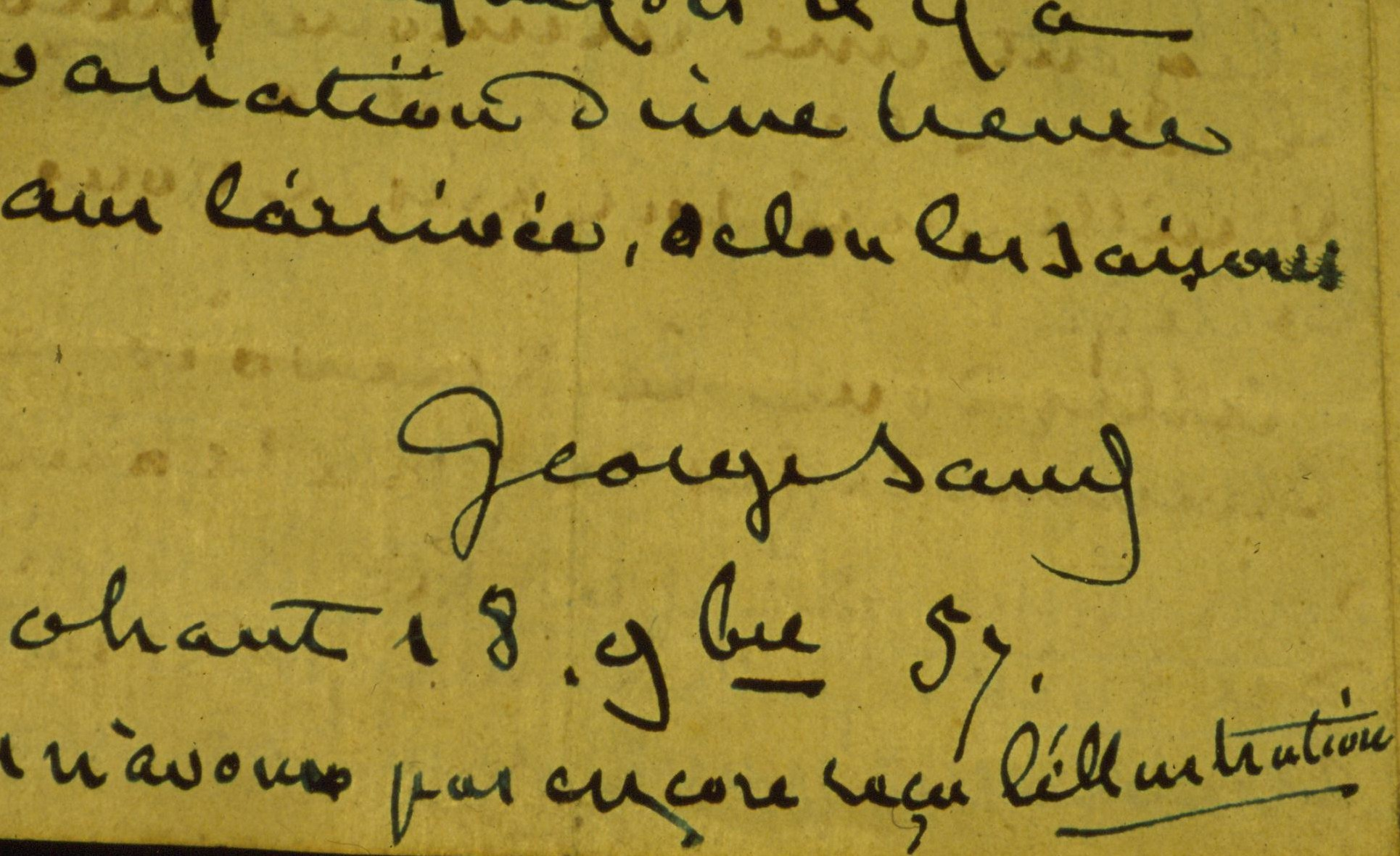
Podpis George Sandové (1804–1876), psaní z roku 1857
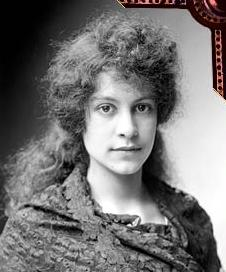
Aurore Sandová (1866–1961), dcera Maurice Dudevant-Sand, 1886
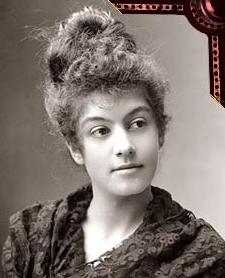
Gabrielle Sandová (1868–1909), dcera Maurice Dudevant-Sand, 1886
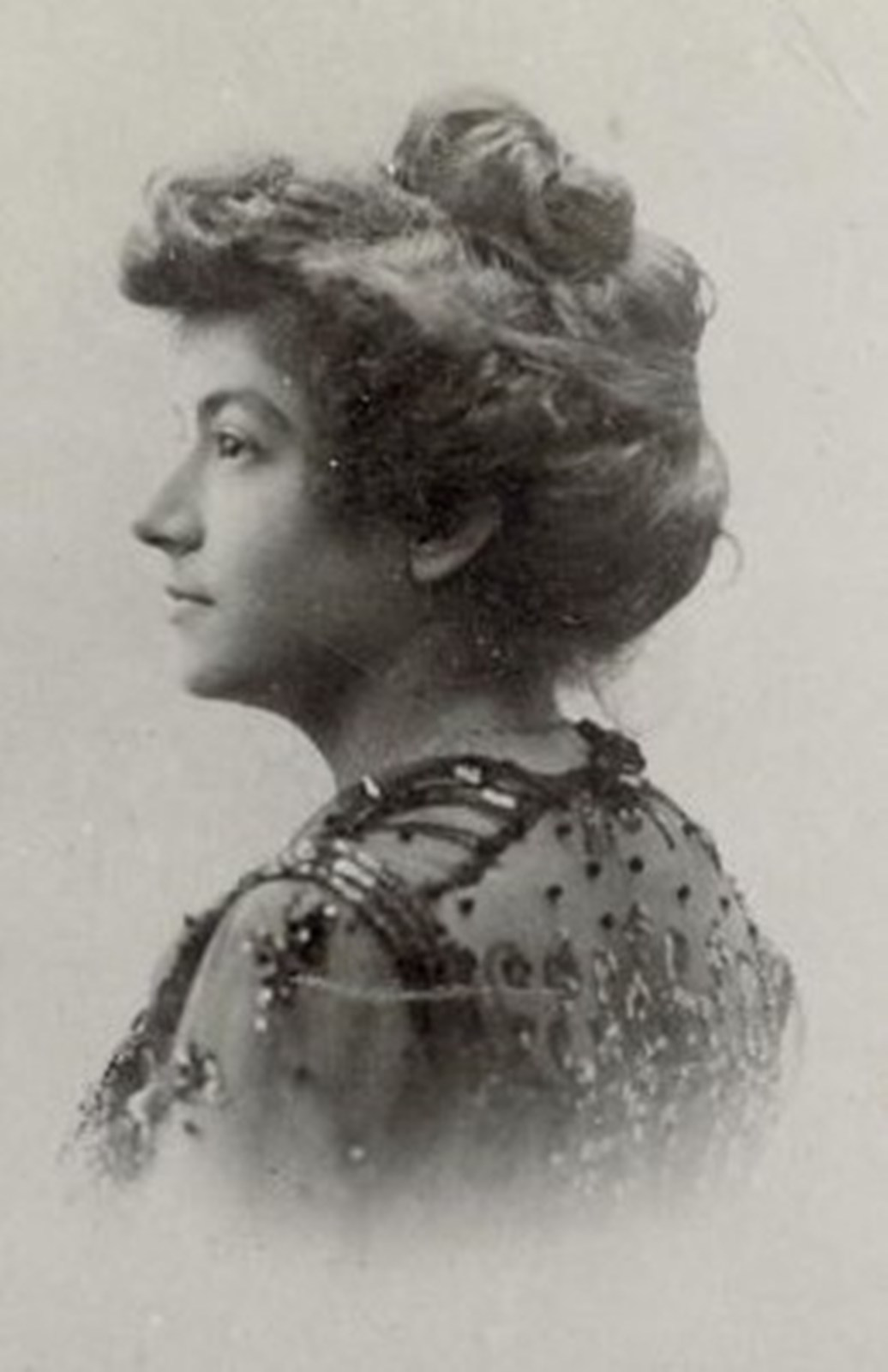
Gabrielle Dudevantová-Sandová (1868–1909)
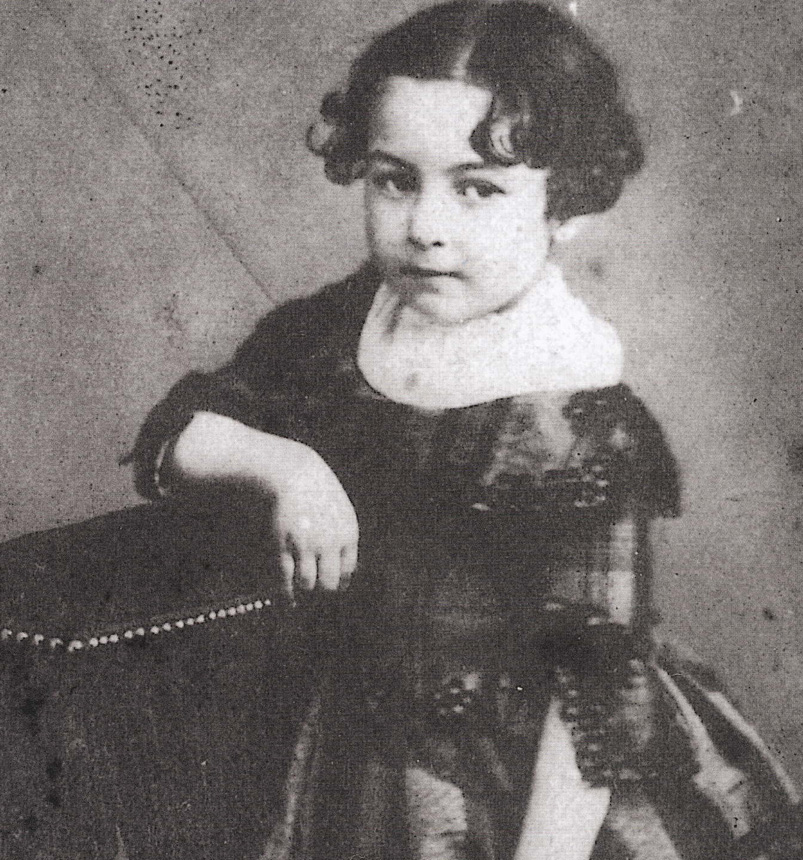
Jeanne-Gabrielle Clésingerová (1849–1855), dcera Augusta Clésingera (1814–1883) a Solange Dudevantové-Sandové, 1850